# Unsterbliche Opfer
Das Lied Unsterbliche Opfer ist ein Trauermarsch, der an die Russische Revolution von 1905 und ihre Toten erinnert. Der russische Text stammt von W. G. Archangelski (1878). Die deutsche Nachdichtung ist von Hermann Scherchen, der mit dem Lied nach 1918 in russischer Kriegsgefangenschaft vertraut geworden war. Komponist war vermutlich N. N. Ikonnikow.
Das Lied zählt zu den bekanntesten politischen Liedern der Arbeiterbewegung. Dmitri Schostakowitsch verarbeitete die Melodie im dritten Satz seiner 11. Sinfonie. Ebenso wird das Thema im vierten Satz in Karl Amadeus Hartmanns Concerto funebre aufgegriffen.
Im DDR-Fernsehen konnte man das Lied bei den Trauerzeremonien für Leonid Breschnew (1982), Juri Andropow (1984) und Konstantin Tschernenko (1985) hören. Außerdem wurde es bei der jährlichen Demonstration anlässlich des Todestages von Rosa Luxemburg und Karl Liebknecht zur Gedenkstätte der Sozialisten auf dem Zentralfriedhof Friedrichsfelde in Berlin intoniert. Der Marsch war Bestandteil des Großen Zapfenstreichs der Nationalen Volksarmee der DDR.
In Eisenhüttenstadt wurde es zu DDR-Zeiten anlässlich des Tages der Befreiung jedes Jahr am 8. Mai auf dem Platz der Deutsch-Sowjetischen-Freundschaft zur Kranzniederlegung am Ehrenmal für die gefallenen sowjetischen Soldaten von einem Blasorchester der Sowjetarmee vorgetragen.